# Sistema fechado
Em química, especialmente na termodinâmica, um sistema fechado, em contraste com um sistema isolado, é um sistema encerrado por uma fronteira que permite trocas de energia, mas não de matéria, entre o sistema e sua vizinhança. É o caso da Terra, considerada na prática quando o assunto é, entre outros, Geologia, um sistema fechado. Os sistemas isolados não permitem qualquer tipo de troca, seja ela de energia ou matéria, com a sua vizinhança, sendo encerrados por uma fronteira completamente restritiva em relação à energia, volume, e qualquer matéria. Um exemplo real deste último, e em verdade apenas o único conhecido, é o Universo como um todo. Fica entretanto a ressalva, neste exemplo, do que viria a ser a "vizinhança" do universo.
Para um sistema fechado qualquer:
{\displaystyle \Delta U=Q-\tau \,\!}
onde U representa a energia interna do sistema, Q o calor trocado com a vizinhança (negativo quando sai do sistema), e {\displaystyle \tau \ } o trabalho realizado pelo sistema (positivo quando o volume do sistema aumenta, e por conseguinte este realiza trabalho sobre a vizinhança).
Em física o conceito de sistema fechado por vezes se confunde com o conceito de sistema isolado, não havendo troca de energia tão pouco de matéria com a vizinhança nestes casos, e o leitor deve ficar atento à definição adotada pelo autor em questão.
Exemplos: lata em conserva, ovo, termômetro clínico, etc.
Segue-se um resumo descritivo dos diversos sistemas físicos.
| Sistemas           | Matéria | Energia | Calor | Trabalho | Entropia | Volume |
| ------------------ | ------- | ------- | ----- | -------- | -------- | ------ |
| Sistema aberto     | Sim     | Sim     | Sim   | Sim      | Sim      | Sim    |
| Sistema fechado    | Não     | Sim     | Sim   | Sim      | Sim      | Sim    |
| Sistema isolado    | Não     | Não     | Não   | Não      | Não      | Não    |
| Sistema adiabático | Não     | Sim     | Não   | Sim      | Não      | Sim    |
| Sistema isocórico  | Não     | Sim     | Sim   | Não      | Sim      | Não    |